# حسمائية

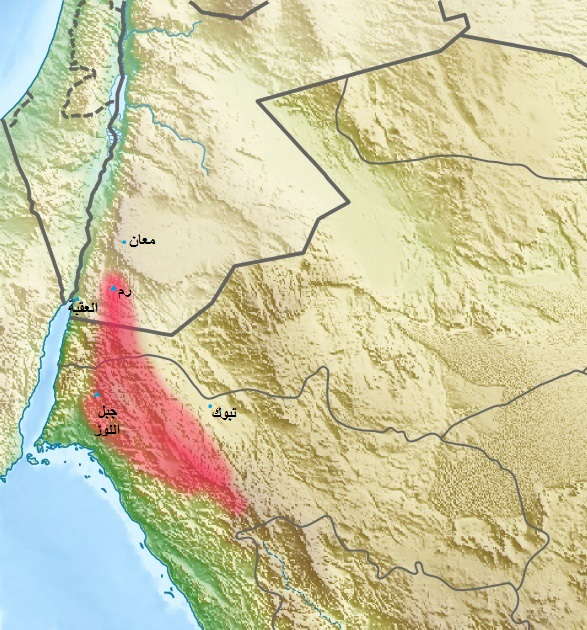
موقع صحراء حسمى

الحسمائية هي أبجدية ولهجة عربية شمالية قديمة سميت بهذا الاسم بسبب انتشار النقوش الحسمائية في منطقة صحراء حسمى التي تقع غرب مدينة تبوك في الشمال الغربي من المملكة العربية السعودية ، وإيضاً توجد نقوش حسمائية في مناطق أخرى من شمال شبه جزيرة العرب. تقتصر الأدلة التي يمكن تحديد عصر استعمال الحسمائية بها على أدلة قليلة، مثل وجود نقوش ثنائية اللغة حسمائية نبطية التي تدل على أن الحسمائية كانت تستعمل في عصر المملكة النبطية. من هذه الأدلة معلوم أن الحسمائية استعملت في القرن الأول قبل الميلاد و‌القرن الأول الميلادي، وربما بدأ استعملها قبل إنشاء مملكة الأنباط في القرن الرابع قبل الميلاد وقد تمتد مدة استعملها إلى القرن الرابع الميلادي. أحد أطول النقوش الحسمائية التي وجدت حتى الآن هي نقوش مادبا في منطقة مادبا.

## محتوى النقوش
الغالبية العظمة من النقوش الحسمائية قصيرة، وتتكون من التوقيعات والرسومات الصخرية والصلوات والتفاخر الجنسي والحنين لأقارب مغتربين والدعاء لآلهة.

## السمات
تحتوي الحسمائية على 28 حرف، نفس عدد الأبجدية العربية الحديثة. ومن أبرز سمات الحسمائية هي عدم وجود أداة تعريف. في البداية لم تشمل اللغات السامية أي أداة تعريف، بل دخلت عليهن لاحقًا، فيبدو أن الحسمائية أخذت هذه السمة من سمات السامية القديمة، بينما غيرها من اللهجات العربية مثل النبطية والعربية الحديثة يستعملن أداة تعريف مثل «ال» و«هَـ» و«ام» وغيرهن من الأدوات.